# Hebe balfouriana
Hebe balfouriana é uma espécie de planta do gênero Hebe.